# Victoria Thornley
Victoria Thornley, född 30 november 1987 i St Asaph, är en brittisk roddare.
Thornley blev olympisk silvermedaljör i dubbelsculler vid sommarspelen 2016 i Rio de Janeiro. Vid olympiska sommarspelen 2020 i Tokyo slutade Thornley på fjärde plats i singelsculler.